# 鞍掛純一
鞍掛 純一（くらかけ じゅんいち、1967年9月24日 - ）は、日本の彫刻家。
日本大学芸術学部美術学科教授。

## 経歴
- 1967年、東京に生まれる
- 1990年、日本大学芸術学部美術学科彫刻専攻卒業
- 1992年、日本大学芸術学部芸術研究所修了

### 個展
- 199年、ときわ画廊
- 1995年、愛宕山画廊
- 2002年、ギャラリー21+葉
- 2004年、ギャラリー4GATS
- 2005年、ギャラリー21+葉
- 2008年、ギャラリー21＋葉　「継続する意志-vol.20 鞍掛純一展」
- 2010年、プラザギャラリー
- 2011年、Chika Ecoda

### グループ展
- 1988年、金沢彫刻展　'91
- 1990年、北野生涯教育振興会奨学生作品展（日本大学芸術学部図書館5F）
- 1991年、55回新制作協会展　-'05 '93、'99 新作家賞　'01会員推挙 '06退会（東京都美術館）
- 1993年、現代彫刻展1993（金沢市庁舎）'95
- 1994年、11回彫刻新鋭展'94（ギャラリーせいほう）'00
- 1995年、建築空間への提案　金属（十條商事アーキテクチュアルショールーム）、24回現代日本美術展（東京都美術館）、愛宕山画廊1995Review
- 1996年、1985 - 1995財団法人北野生涯教育振興会　日本大学彫刻奨学生の現在展

アーティストと考えるサバイバル・ツール（佐倉市美術館）
- 1997年、ふれる彫刻100展（神奈川県立生命の星博物館　'01〜曽我別所梅林）'98、'01、'02、'03

TAEGU ASIA ARTS EXHIBITION （韓国）
- 1998年、淀井彩子．鞍掛純一展（ギャラリーブロッケン）

1964 - `98ありがとう、ときわ展（ときわ画廊）「記録資料展」
- 2000年、monads 2000（Galeria d`art zero SPAIN、ギャラリーブロッケン）
- 2001年、JAPAN KOREA AMERICA展（新井画廊）

彫刻小品展（ギャラリー惣）　'02、'03、'08
- 2002年、日芸美術展 - 日本大学芸術学部美術学科専任教員による作品展
- 2003年、誰でもピカソ!?とんでもない!（ギャラリー21＋葉）、'04 YEARS END EXHIBITION of MINI SCULPTURE（ギャラリーせいほう）'04、'05'06、'07、'08、'09、'10、'11
- 2004年、大地の芸術祭10DAYS　ワークショップ参加「枡を彫る」（十日町市）

財団法人北野生涯教育振興会　日本大学彫刻奨学生の現在展 20th
日本大学芸術学部　3学科合同教職員展　
彫刻百人展（牧丘芸術の丘）
シームレスアート計画参加（スペースエッジ）
- 2005年、大地の芸術祭　10days 公開制作［脱皮する家」（十日町市）

日本大学芸術学部彫刻コース教職員展　'06、07
- 2006年、大地の芸術祭　越後妻有アートトリエンナーレ2006（十日町市）「脱皮する家」
- 2007年、ART KAWASAKI 2007
- 2008年、ギャラリー21＋葉の9350展

柳瀬荘アート・教育プロジェクト'08、'09、'10'、11' （東京国立博物館　柳瀬荘）
- 2009年、N＋N　日本大学芸術学部美術学科教職員展（練馬区立美術館）'09、'10'、11'

大地の芸術祭　越後妻有アートトリエンナーレ2009（十日町市）「コロッケハウス」
- 2010年、20人の作家による“手で見る造形展”　ギャラリーTOM
- 2011年、教員たちの青春展（Chika Ecoda）　KURA＋KURA AO（青山）

かたち道　武蔵野美術大学大学院＋日本大学大学院展示（武蔵野美術大学9号館地下）
大地の祭り　秋の林間学校ワークショップ
ニューメソッド　武蔵野美術大学大学院＋日本大学大学院展示（Chika Ecoda）
- 2012年、掛井五郎　鞍掛純一　の空間（プラザギャラリー）　「モノの変奏」星と森の詩美術館　大地の芸術祭　越後妻有アートトリエンナーレ2012（十日町市）「やまのうえした」

### 常設
- 練馬区立美術館 美術の森緑地 - 美術館に隣接する公園。20種32体の作品が設置されている。鞍掛は植栽彫刻、ブロンズ彫刻、強化プラスティック（FRP）で9作品を制作[2]。